# Pabuaran Wetan
Pabuaran Wetan is een bestuurslaag in het regentschap Cirebon van de provincie West-Java, Indonesië. Pabuaran Wetan telt 5331 inwoners (volkstelling 2010).